# Gerda Lind
Gerda Gustava Lind, 14 juni 1880 i Asikkala, död 10 januari 1953 i Helsingfors, var en finländsk operasångerska och sångpedagog.
Lind var dotter till majoren Knut Anders Lind och Ebba Fredrika Gustava Sevén. Hon avlade sångstudier vid Helsingfors musikinstitut samt i Berlin 1901–1906. Hon var verksam som operasångerska vid Freiburgs stadsteater i Freiburg im Breisgau 1907–1908 och vid Triers stadsteater i Trier 1910–1913. Åren 1913–1927 var hon verksam vid Finlands nationalopera och arbetade en tid som sångpedagog i Helsingfors. Bland hennes elever märks Abraham Ojanperä.